# Francesco Pesaro

Italien 1796

Francesco Pesaro (* 4. Januar 1740 in Venedig; † 25. März 1799 ebenda) war ein Diplomat der Republik Venedig, der sich in zahlreichen ökonomisch bedeutsamen Ämtern, aber auch im Bereich der Kultur (Biblioteca Marciana, Universität Padua) betätigte. Er floh vor Napoleon, sollte für Österreich im gerade erworbenen Venedig tätig werden, starb aber kurz nach seiner Amtseinsetzung.

## Familie

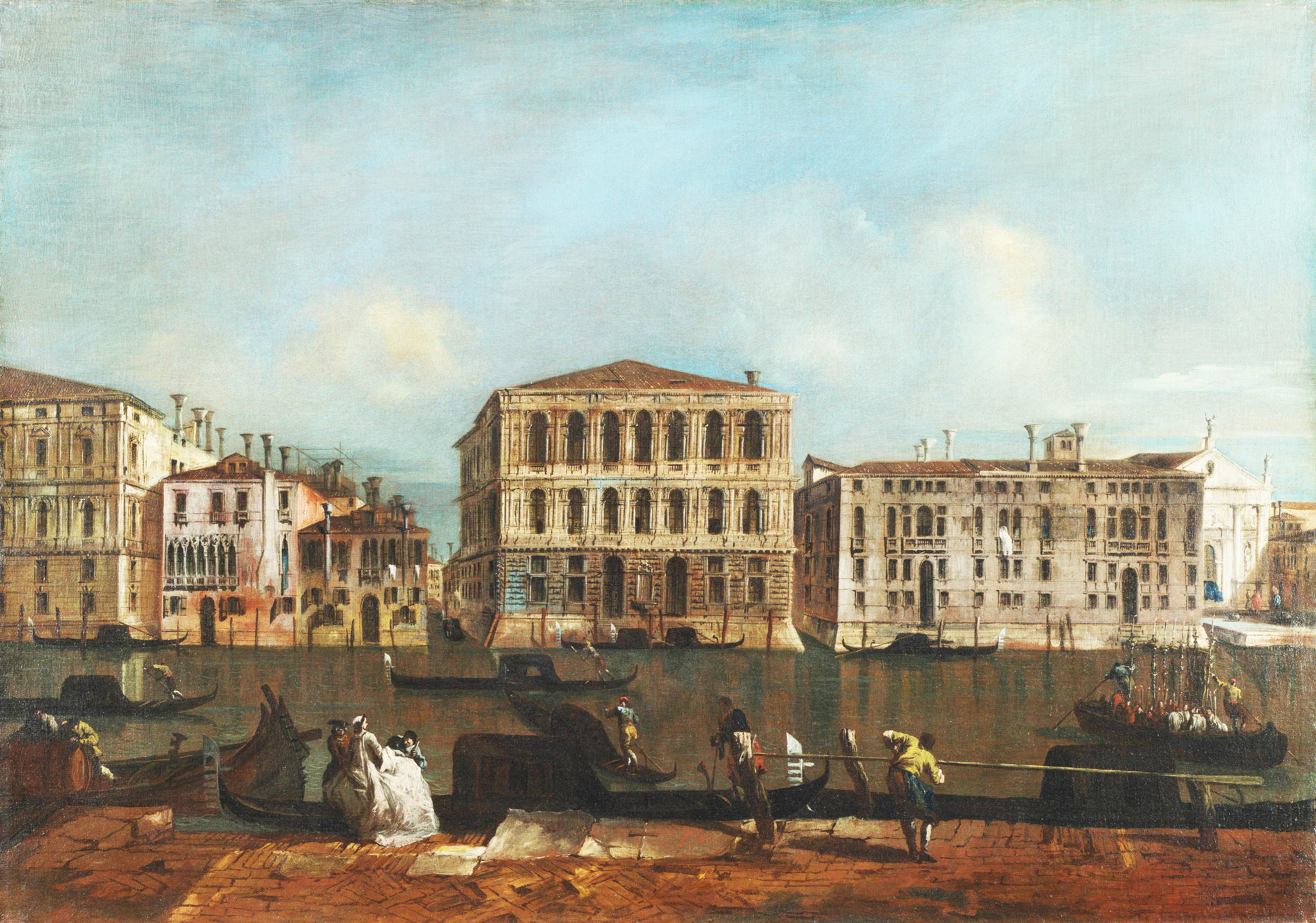
Francesco Guardi: Canal Grande mit Palazzo Pesaro, 1755/1760, Öl auf Leinwand, 92,7 mal 130,9 cm, National Gallery (London)

Francesco Pesaro wurde als Sohn des Leonardo di Antonio aus der Familienlinie (ramo) San Stae und seiner zweiten Ehefrau Chiara Vendramin Calergi di Nicolò geboren. Zwar war die Familie sehr vermögend, doch brachte der Bau des immensen Palastes, der Ca’ Pesaro, die noch heute am Canal Grande steht, und in dem die Familie wohnte, diese in eine schwierige Finanzlage.

## Leben

### Gesandter in Neapel und Rom (1759/60–1761)
Mit kaum 20 Jahren begleitete er den späteren Dogen Alvise Mocenigo IV. 1759 auf einer Reise anlässlich der Thronbesteigung Ferdinands I. nach Neapel, wobei sich die Mission mit einem längeren Aufenthalt in Rom bis 1761 in die Länge zog. Mocenigo hielt sich vom 31. März bis zum 4. November 1760 in Neapel auf, vom 15. November 1760 bis zum 17. Oktober 1761 in Rom. Daraufhin wurde Pesaro für das Halbjahr April bis Oktober 1765 zum Savio agli Ordini gewählt, eine der üblichen Einstiegspositionen in die Ämterlaufbahn seines Standes.

### Ämter im Finanzwesen, Oberitalien (1766–1776), gescheiterte Reformversuche
Vom 2. März 1766 bis zum 2. März 1772 war er ununterbrochen Provveditore sopra Banchi, er war also für die Bankenaufsicht verantwortlich. Jeweils im ersten Halbjahr 1767 bis 1776 war er einer der Savi di Terraferma, verantwortlich für das oberitalienische Festland, die Terraferma.
1771 schlug er im Senat die Schaffung einer Sonderdeputation für die Zünfte vor, doch dieser Vorstoß zur Reformierung wurde abgelehnt. Auch sein Vorschlag von 1775, die Finanzverwaltung zu reformieren und dazu eine Versammlung aller daran beteiligten Amtsinhaber zu veranlassen, fand keine Resonanz.

### Botschafter in Madrid (1776), Spielschulden, Elena Mocenigo Soranzo
Nun wurde Pesaro am 26. Mai 1775 zum Botschafter in Madrid gewählt, ein Posten, zu dem er im Mai 1776 aufbrach. Er war dort zwar mit keinen umfangreichen Verhandlungen konfrontiert, doch gelang ihm ein kleiner Erfolg in Schifffahrtsfragen. Der Aufstand der englischen Kolonien in Amerika führte 1778 dazu, dass die bourbonischen Höfe von Paris und Madrid auf der Seite der Aufständischen eingriffen. Pesaro zog es vor, sich auf einen Konflikt zu fokussieren, der auch die Balearen und Gibraltar betraf, was erhebliche Auswirkungen auf den venezianischen Handel haben konnte. Seine viel größere Sorge galt allerdings seinen Spielschulden, die dank seiner Korrespondenz mit Elena Mocenigo Soranzo bekannt sind, wobei unklar bleibt, ob er ihr Freund oder Geliebter war. Pesaro hätte sich gern für weitere Gesandtschaften zur Verfügung gestellt, doch stellte sich seine Familie dagegen. So verließ er im Januar 1781 Madrid, um nach Venedig zurückzukehren, wo er zum Savio del Consiglio gewählt wurde. Sein Schwerpunkt lag nunmehr auf der Außenpolitik.

### Prokurator von San Marco, Zarenbesuch (1782), Magistraturen und Außenpolitik
Seine Erfolge brachten ihm den zweithöchsten Posten in der Republik ein, denn er wurde am 5. März 1781 zum Prokurator von S. Marco de citra gewählt. Gemeinsam mit Giovanni Grimani betreute er den Besuch des zukünftigen Zaren Paul und seiner Frau Sophie Dorothee von Württemberg, die sich im Januar 1782 in Venedig aufhielten, um regelmäßige diplomatische Beziehungen zwischen Venedig und Russland herzustellen.
Die folgenden Jahre waren von einer ununterbrochenen Abfolge politischer Ernennungen in verschiedenen Magistraten geprägt: So wurde er zum Deputato alla provvision del Danaro gewählt, dann zum Inquisitore sopra Ori e monete, womit er in Finanzfragen tätig war, dann aber auch zum Savio all’Eresia, zum Provveditore alle Beccarie (Schlachtereien), Savio alla Mercanzia, und wieder außenpolitisch als Sopraintendente alla camera dei Confini.
Nachdem Pesaro am 15. April 1784 zu Ehren der „neuen Zeit“ einen Ballon über dem Bacino di San Marco hatte aufsteigen lassen, unterstützte er die Expedition Angelo Emos nach Tunis, die im Juni desselben Jahres begann. Daraus jedoch entspann sich ein langer Konflikt, der zeigte, dass Venedig auf der Ebene der internationalen Konflikte keine Rolle mehr spielen konnte.

### Bibliothekar an der Marciana (1786–89 und 1793–96) undRiformatoreder Universität Padua (1787–89, 1791–93, 1795–97)
Pesaro war ein guter Kenner der klassischen Literatur. Daher wurde er am 13. August 1786 für eine dreijährige Amtszeit zum Bibliothekar der Biblioteca Marciana gewählt und dann noch einmal von 1793 bis 1796. Um seinen Einfluss zu vergrößern, flankierte er dieses Amt mit dem des Riformatore dell’Università di Padova, d. h. mit erheblicher Verantwortung für die gesamte venezianische Kultur ausgestattet. Dieses Amt füllte er vom 10. Mai 1787 für eine zweijährige Amtszeit aus, dann erneut vom 23. Juli 1791 bis 1793 und abermals vom 20. August 1795 bis zum Ende der Republik im Jahr 1797. Von 1791 bis 1796 war er wieder einer der Savi del Consiglio.

### Besuche auswärtiger Monarchen (1789, 1790, 1791 und 1792)
Bei der Krönung des spanischen Königs Karl IV. im Jahr 1789 sowie bei derjenigen von Kaiser Leopold II. im Jahr 1790, und auch bei der seines Nachfolgers Franz II. im Jahr 1792 wurde er von Botschaftern unterstützt, die lediglich der Repräsentation dienten. Am 19. März 1791 wurde er damit beauftragt, Kaiser Leopold bei seinem Besuch in Venedig nebst seinen Kindern sowie dem König der beiden Sizilien, Ferdinand IV. und seiner Gemahlin Maria Karolina von Österreich, zu begleiten, eine Tochter Maria Theresia.

### Verhandlungen mit Napoleon, Flucht nach Rijeka, Wien (1797–1799)
Im Oktober 1796 wurde Pesaro beauftragt, mit dem französischen Botschafter Jean-Baptiste Lallement ein Abkommen zur Beilegung der Differenzen mit Napoleon Bonaparte auszuhandeln. Als überzeugter Gegner der französischen Revolution erwies sich Pesaro nicht als die geeignete Person, doch trotz seines Misserfolgs schickte ihn der Senat am 15. März 1797 erneut zu Bonaparte nach Görz. Zusammen mit Giovan Battista Corner versuchte er eine Katastrophe für die Republik Venedig zu verhindern, doch auch dieser Versuch scheiterte. Pesaro schlug nunmehr die Anwendung von Gewalt gegen den Angreifer vor.
Angesichts der Untätigkeit der Regierung und weil er sich in Venedig nicht mehr sicher fühlte, schiffte er sich am 1. Mai 1797 nachts auf dem Schiff seines Neffen Leonardo Correr ein und fuhr nach Fiume. Dort blieb er fast einen Monat lang und erwog sogar, nach Russland zu fliehen, entschied sich dann aber für Wien, wohin andere venezianische Patrizier nach dem Fall der Republik am 12. Mai 1797 bereits geflohen waren.

### Protektion in Wien, Auftrag zur Neuordnung Venetiens (1799), frühzeitiger Tod

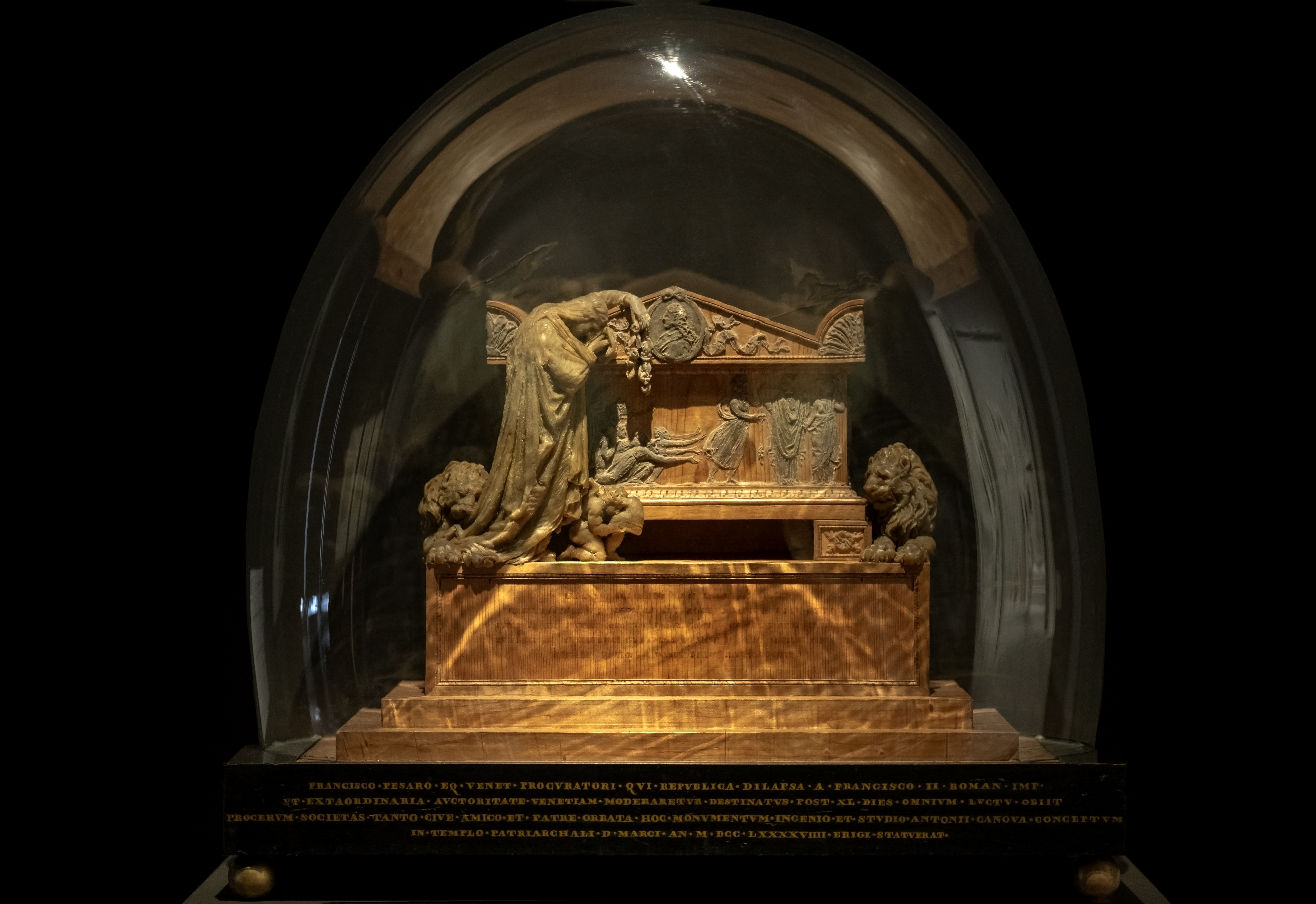
Antonio Canova: Grabmonument für Francesco Pesaro, entstanden 1799 bis 1802, Museo Correr

Bei Hof genoss er den Schutz des Barons Thugut, der ihn am 20. Januar 1799 zum außerordentlichen Kommissar für die administrative Neuordnung der inzwischen habsburgischen Provinz ernannte. Tatsächlich kehrte Pesaro am 3. Februar nach Venedig zurück. Doch starb er bereits am 25. März 1799 an einer Lungenentzündung, die wahrscheinlich von der Malaria herrührte.
Pesaro wurde in seiner Heimatstadt in der Kirche Santa Maria Mater Domini begraben.